# Elly van Hulstová
Elisa Maria "Elly" van Hulstová (* 9. června 1959, Culemborg) je bývalá nizozemská atletka, běžkyně, která se specializovala na střední tratě.
Zúčastnila se letních olympijských her v roce 1984 a 1988. Na letních hrách v Los Angeles 1984 doběhla ve finále závodu na 1500 metrů na dvanáctém místě. O čtyři roky později na olympiádě v jihokorejském Soulu 1988 skončila na dvojnásobné trati devátá. 4. března 1989 vytvořila v Budapešti nový světový rekord v závodě na 3000 metrů. Trať zaběhla v čase 8:33,82. Rekord překonala až 18. února 2001 Rumunka Gabriela Szabóová, která v Birminghamu čas vylepšila na 8:32,88.